# Kożuchów
Kożuchów è un comune urbano-rurale polacco del distretto di Nowa Sól, nel voivodato di Lubusz.
Ricopre una superficie di 179,18 km² e nel 2006 contava 16 068 abitanti.